# 1959 en Colombie-Britannique
Chronologie de la Colombie-Britannique
- 1955
- 1956
- 1957
- 1958
- 1959
- 1960
- 1961
- 1962
- 1963

Cette page concerne des événements qui se sont produits durant l'année 1959 dans la province canadienne de Colombie-Britannique.

## Politique
- Premier ministre : W.A.C. Bennett.
- Chef de l'Opposition : Robert Strachan[1] du Parti social démocratique du Canada
- Lieutenant-gouverneur : Frank Mackenzie Ross
- Législature :

## Événements

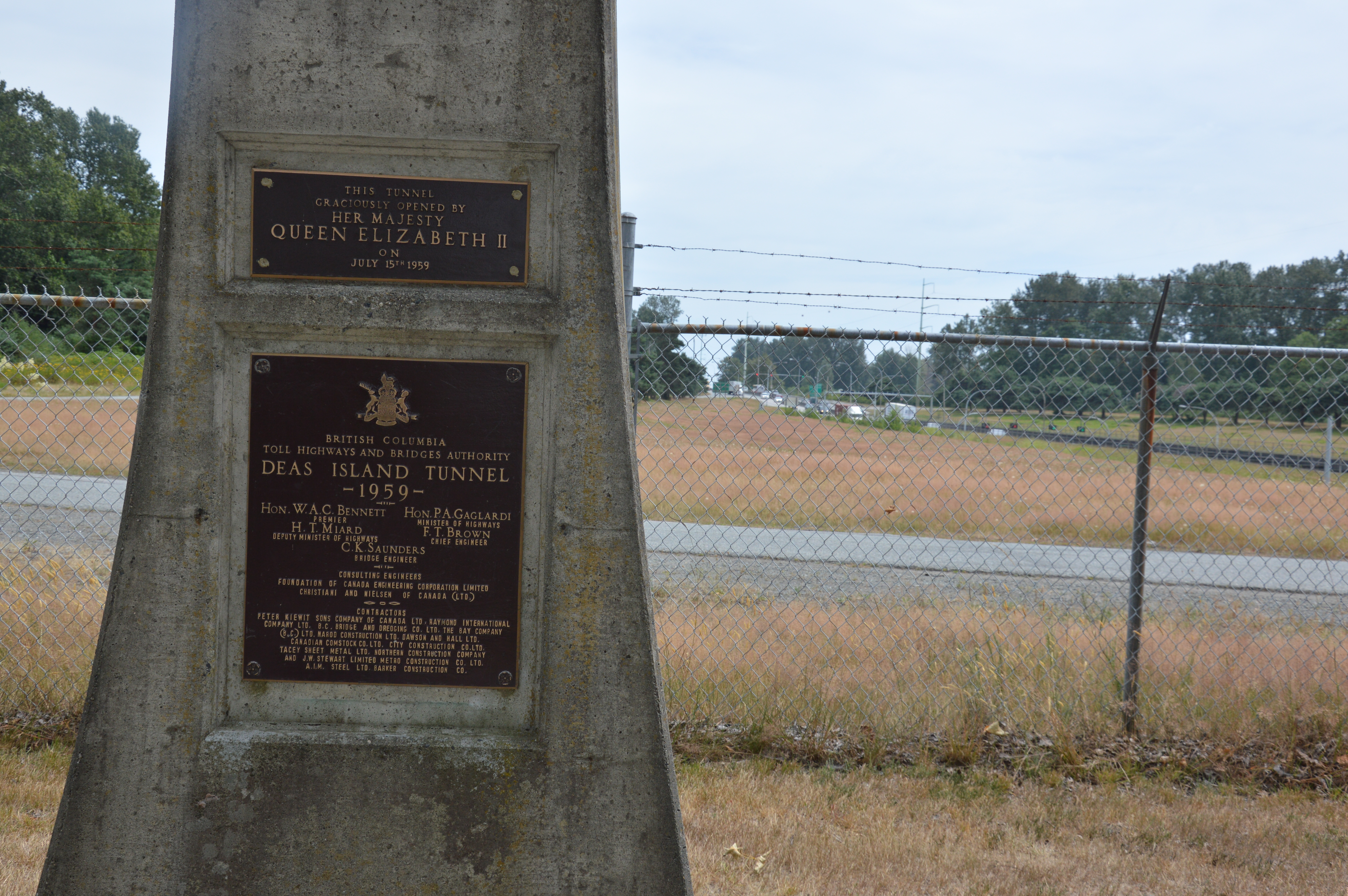
Monument du Deas Island Tunnel.

- 15 juillet : achèvement du  George Massey Tunnel , également appelé Deas Island Tunnel, Tunnel bitube permettant à la British Columbia Highway 99 de franchir la Fraser river entre Delta (Colombie-Britannique) et Richmond (Colombie-Britannique). Sa longueur est de 650 mètres[2].

## Naissances

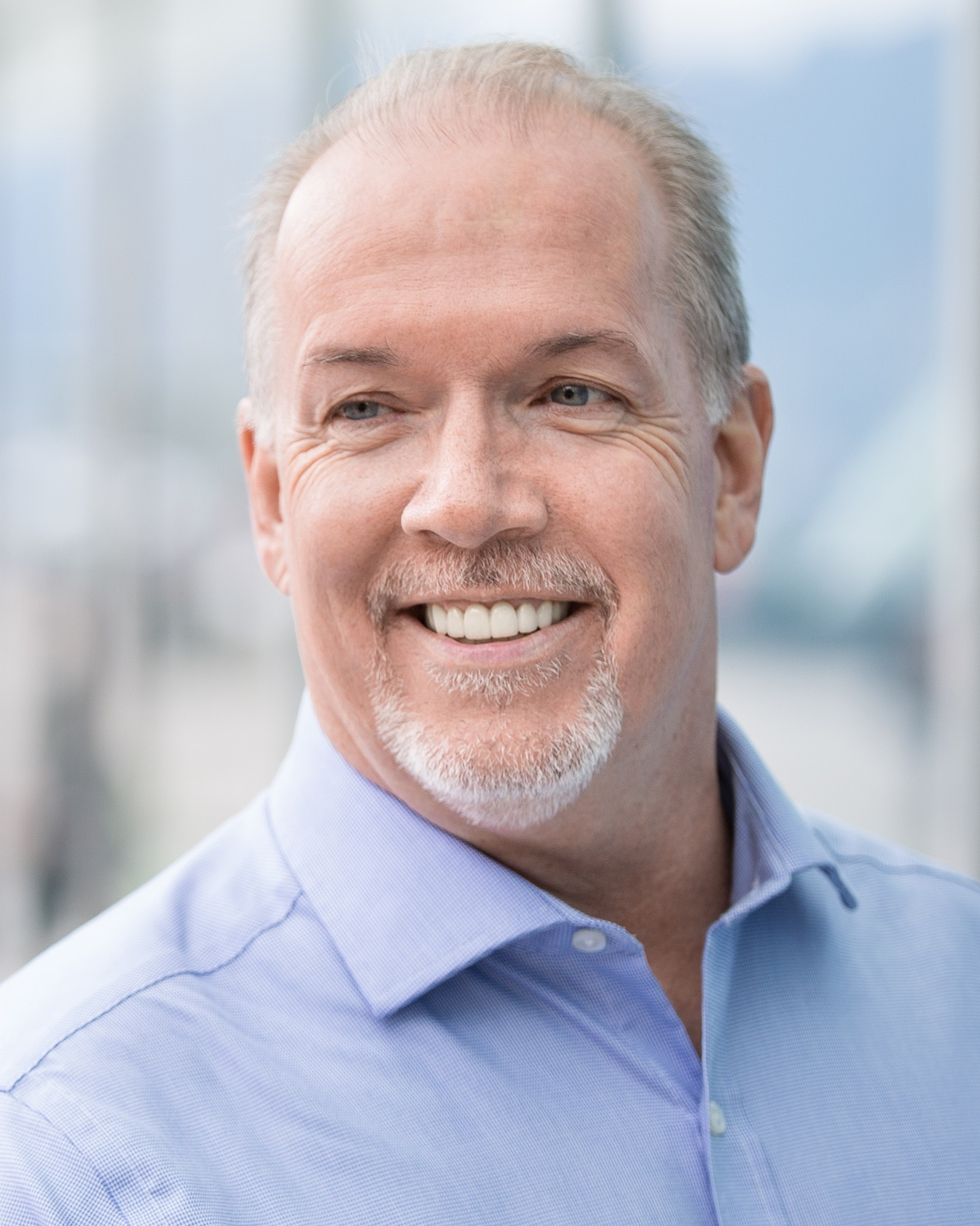
John Horgan en 2015.

- 7 août à Victoria : John Horgan[3],[4], homme politique canadien. Il est le 35e Premier ministre de la Colombie-Britannique depuis le 18 juillet 2017[5], poste auquel il accède en sa fonction de chef du Nouveau Parti démocratique de la Colombie-Britannique (NPD), qu'il occupe depuis le 4 mai 2014.
- 18 septembre  à Victoria : Ian Bridge, joueur international canadien de soccer ayant évolué au poste de défenseur avant de se reconvertir en tant qu'entraîneur.